# Begriffslogik
Begriffslogik oder terministische bzw. Termlogik (englisch term logic), auch traditionelle Logik, manchmal klassische Logik genannt („klassisch“ als historischer Begriff im Sinn von: Logik der Antike, nicht zu verwechseln mit klassischer Logik als Hauptbedeutung), ist eine Art oder Sicht von Logik, bei der die Begriffe, ihre Inhalte und Umfänge und ihre insbesondere durch ein Subjekt-Prädikat-Verhältnis ausgedrückten Beziehungen zueinander im Mittelpunkt oder am Anfang der Betrachtung stehen. Der Ausdruck Begriffslogik charakterisiert insbesondere die bis zum 19. Jahrhundert dominante Tradition der aristotelischen Logik einschließlich ihrer Weiterentwicklungen etwa durch Avicenna und der Algebraisierung durch George Boole. Er markiert sowohl eine Abgrenzung von Logiken wie der stoischen Logik oder der modernen Aussagenlogik, welche von der Beziehung von Aussagen zueinander ausgehen, als auch auf anderer Ebene eine Abgrenzung von einer durch Gottlob Frege begründeten Prädikatenlogik, welche das Verhältnis von Begriffen zu ihnen untergeordneten Gegenständen (bzw. von Prädikaten/Relationen zu durch sie verbundenen Gegenständen) als grundlegend annimmt und mit Hilfe der Quantifizierung über Gegenstände begriffliche Verhältnisse auf das Verhältnis von Begriffen zu Gegenständen zurückführt. Erweiterungen der klassischen Begriffslogik, welche dieser strukturell ähneln, aber in der Nachfolge Augustus De Morgans an der Stelle einstelliger Begriffe auch mehrstellige Relationen zulassen, werden im Sprachgebrauch teilweise auch Begriffslogiken (als logic of relative terms statt logic of absolute terms) genannt, teilweise von diesen jedoch als Relationenlogiken abgegrenzt.

## Beschreibung
Formal ist ein logisches System genau dann eine Begriffslogik, wenn die atomaren Zeichen, seien es Konstante oder Variable, für Begriffe stehen. In der philosophischen und begriffslogischen Tradition werden in der Regel nur solche Systeme als begriffslogisch bezeichnet, bei denen die atomaren Zeichen nur für Begriffe stehen, das heißt, bei denen es keine andere Kategorie von Grundzeichen gibt.
Die Frage, was genau ein Begriff ist, wird in der Tradition der Begriffslogik zwar intensiv diskutiert, erweist sich aber als philosophisch relativ schwer fassbar und wird daher recht unterschiedlich interpretiert (siehe Begriff (Philosophie)). Für das begriffslogische Schließen selber ist die jeweilige Interpretation des Begriffs „Begriff“ jedoch in der Praxis von untergeordneter Bedeutung. Durchgängig akzeptierte Beispiele für Begriffe sind „Mensch“ oder „Säugetier“. Ob sich Eigennamen, zum Beispiel „Sokrates“ oder „Aristoteles“, und Beziehungen (Relationen) zwischen Dingen, z. B. die zwischen den Städten Berlin und Paderborn bestehende Beziehung des Größerseins (Berlin ist größer als Paderborn) oder die zwischen den drei Zahlen 10, 4 und 6 bestehende Beziehung, dass die erste die Summe der beiden letzteren ist, ebenfalls als Begriffe verstehen lassen, wurde in der Tradition unterschiedlich beantwortet.
Von größerer Bedeutung für die begriffslogische Praxis ist die Unterscheidung zwischen Umfang und Inhalt („Extension und Intension“) eines Begriffs. Der Umfang eines Begriffs, seine Extension, wird im Allgemeinen als die Gesamtheit der Dinge betrachtet, die unter den Begriff fallen – so ist der Umfang des Begriffs „Mensch“ die Gesamtheit aller Menschen. Der Inhalt eines Begriffs, seine Intension, wird in der Tradition unterschiedlich gefasst. Grob kann man sich unter dem Inhalt eines Begriffs die Gesamtheit aller Merkmale oder Eigenschaften vorstellen, die diesen Begriff ausmachen – im Fall des Begriffs „Mensch“ neben vielen anderen Eigenschaften die Eigenschaften, ein Säugetier zu sein, vernünftig denken zu können und sprachbegabt zu sein. Je nach begriffslogischem System stehen die Variablen entweder für Begriffsumfänge oder für Begriffsinhalte – oder sie sind in jeder der beiden Weisen interpretierbar.
In einer Begriffslogik werden aus den Begriffen Aussagesätze (veraltend auch Urteile genannt) gebildet, die eine Aussage über das Verhältnis zweier oder mehrerer Begriffe zueinander treffen. Das am häufigsten angesprochene Verhältnis zweier Begriffe ist das Art-Gattungsverhältnis, das heißt die Feststellung, dass ein Begriff Art der von einem anderen Begriff ausgedrückten Gattung ist. Ein Beispiel für eine Aussage (ein Urteil), die (das) ein Art-Gattungsverhältnis ausdrückt, ist „(Alle) Menschen sind Säugetiere“: Mit dieser Aussage wird ausgedrückt, dass „Mensch“ eine Art der Gattung „Säugetier“ ist.
Die aus den Begriffen gebildeten Urteile werden auch in der Begriffslogik zu Schlüssen (Argumenten) zusammengesetzt. Zum Beispiel lässt sich aus den beiden Urteilen „(Alle) Menschen sind Säugetiere“ und „(Alle) Logiker sind Menschen“ auf das Urteil „(Alle) Logiker sind Säugetiere“ schließen und folgendes Argument bilden:
|      | (Alle) Menschen sind Säugetiere |
|      | (Alle) Logiker sind Menschen    |
| Also | (Alle) Logiker sind Säugetiere  |

Die gebräuchlichen und auch hier gewählten Formulierungen „(Alle) Menschen sind Säugetiere,“ „Einige Menschen sind keine Logikerinnen“ usw. sind insofern etwas unglücklich, als sie leicht als Aussagen über Individuen verstanden werden können, zum Beispiel im Sinn von „Jedes Individuum, das ein Mensch ist, ist auch ein Säugetier“. Als begriffslogische Aussagen sind sie aber gerade das nicht, sondern sie drücken das Verhältnis zweier Begriffe aus. Unmissverständlicher wäre es, eine eindeutigere Formulierung zu wählen, zum Beispiel Mensch ist Art der Gattung Säugetier oder Säugetier kommt jedem Menschen zu, wie das in der Tradition auch oft gehandhabt wurde. Wenn im Folgenden dennoch die mehrdeutige Formulierung gewählt wird, so geschieht das im Hinblick auf ihre Gebräuchlichkeit und sprachlich einfachere Lesbarkeit und im Vertrauen darauf, dass die Lesenden sie im Zusammenhang dieses Artikels im begriffslogischen Sinn interpretieren.
In Abgrenzung von der Begriffslogik werden in der modernen Logik nicht Begriffe als Grundelemente betrachtet, sondern – je nach System – Aussagen (in der Aussagenlogik), Prädikate (in der Prädikatenlogik) oder Funktionen (im Lambda-Kalkül). In begriffslogischer Tradition werden manchmal alle nicht begriffslogischen Systeme als Urteilslogik bezeichnet; inhaltlich ist diese Verallgemeinerung aus moderner Sicht falsch.

## Syllogistik
Historischer Anfangspunkt der Begriffslogik sind die Arbeiten von Aristoteles, der in Gestalt seiner Syllogistik ein im modernen Sinn formales logisches System vorlegte. In der Syllogistik werden Argumente in einer starren Form betrachtet, die aus genau drei Urteilen, zwei Prämissen und einer Konklusion, bestehen. Prämissen und Konklusion drücken dabei jeweils das Verhältnis zwischen genau zwei Begriffen aus. Aristoteles unterscheidet vier Arten von Urteilen:
1. Universal bejahend: „Alle A sind B“ (A ist eine Art der Gattung B, z. B. „Alle Menschen sind Säugetiere.“)
2. Universal verneinend: „Kein A ist B“ oder „Alle B sind Nicht-A“ (dabei ist „Nicht-A“ die begriffliche Verneinung von A, das heißt derjenige Begriff, unter den alles fällt, was nicht unter A fällt)
3. Partikulär bejahend: „Einige A sind B“ (z. B. „Einige Menschen sind Logiker“)
4. Partikulär verneinend: „Einige A sind nicht B“ (z. B. „Einige Menschen sind keine Logiker“)

Eigennamen (z. B. „Sokrates“) betrachtet Aristoteles nicht als Begriffe in diesem Sinn.

## Leibnizsche Begriffslogik
Leibniz entwickelte bereits im 17. Jahrhundert ein logisches System, das in seinen formalen Zügen schon mit dem späteren System Booles (siehe nächstes Kapitel) Ähnlichkeiten aufweist. In diesem Sinn kann Leibnizens Wirken als ein Vorgriff auf die Algebraisierung der Logik betrachtet werden, auch wenn seine Arbeiten historisch wahrscheinlich ohne viel Einfluss blieben und erst im 20. Jahrhundert – nach vollendeter Entwicklung der formalen Algebra – größere Beachtung fanden und in ihrem vollen Umfang gewürdigt wurden.
Leibniz entwickelt im Lauf seines Schaffens mehrere formale Systeme und verwendet dabei unterschiedliche Zeichen, auf die hier nicht näher eingegangen werden soll. Gemeinsam ist allen Stadien der Leibnizschen Entwicklung, dass bei Begriffen deren Intension, das heißt der Begriffsinhalt, im Mittelpunkt der Betrachtung steht. Begriffsinhalt ist dabei als die Gesamtheit aller Merkmale definiert, die den Begriff ausmachen. Der Inhalt des Begriffs Mensch umfasst in diesem Sinn zum Beispiel Merkmale wie „vernunftbegabt“, „sprachbegabt“ oder auch „zweibeinig“ (ist aber durch diese drei Merkmale selbstverständlich nicht vollständig bestimmt).
Leibniz sieht bereits den Zusammenhang zwischen intensionaler und extensionaler Interpretation formaler Begriffslogik und ist sich dessen bewusst, dass die gültigen Aussagen, die seine Systeme über Begriffsumfänge und deren Zusammenhänge macht, bei geeigneter Interpretation der verwendeten Zeichen zu gültigen Aussagen über die Begriffsinhalte und deren Zusammenhänge werden.
In einem frühen System ordnet Leibniz jedem atomaren Begriff beziehungsweise jeder Begriffsvariable eine Primzahl zu, zum Beispiel dem Begriff A die Zahl 3, dem Begriff B die Zahl 5 und dem Begriff C die Variable 7. Das Kombinieren von Begriffen entspricht in diesem System formal der numerischen Multiplikation. Dem Begriff AB würde in diesem Beispiel die Zahl 3×5=15 zugeordnet, dem Begriff ABC die Zahl 3×5×7=105. Nach dieser Methode ist es möglich, rein rechnerisch zu entscheiden, ob ein Begriff unter einen anderen Begriff fällt: Allgemein fällt ein Begriff S genau dann unter einen Begriff P, wenn der Zahlenwert von S ganzzahlig (das heißt mit Rest 0) durch den Zahlenwert von P teilbar ist. Hierzu zwei Beispiele:
1. „Alle AB sind B“ („Alle rosa Schweine sind Schweine“, wenn A für den Begriff „rosa“ und B für den Begriff „Schwein“ steht): Um die Gültigkeit dieser Aussage zu prüfen, dividiert man den Zahlenwert von AB, nach der obigen Belegung 15, durch den Zahlenwert von B, also 3. Das Ergebnis dieser Division ist 5, der Rest ist 0. Da der Rest 0 ist, ist die Aussage „Alle AB sind B“ gültig.
2. „Alle AB sind C“ („Alle rosa Schweine sind Kraftfahrzeuge“): Dividiert man den Zahlenwert von AB, 15, durch den Zahlenwert von C, 7, dann erhält man als Ergebnis die Zahl 2 und Rest 1. Da dieser Divisionsrest von 0 verschieden ist, ist die Aussage „Alle AB sind C“ nicht gültig.

Die Analogie zum Rechnen mit Primzahlen wird schwieriger, sobald es um negative (verneinende) und um partikuläre Aussagen geht. Um negative Aussagen adäquat behandeln zu können, muss Leibniz jedem atomaren Begriff eine zweite, negative Primzahl zuordnen. Auf Grund der damit verbundenen Komplikationen gibt Leibniz dieses erste System frühzeitig auf. 

## Algebraisierung der Logik: Booles Begriffslogik
Ihren technischen Höhepunkt erlebt die traditionelle Logik im Sinn der Begriffslogik mit ihrer Algebraisierung durch George Boole und Augustus De Morgan im 19. Jahrhundert.
In Booles System stehen die Variablen für Begriffe, jedoch ausdrücklich für deren Umfang (Extension), nicht für ihren Inhalt (auch wenn durch geeignete Umdeutung der Verknüpfungszeichen eine begriffsinhaltliche Deutung möglich ist). Booles System verwendet Großbuchstaben für Begriffe, das Zeichen 0 (Null) für den leeren Begriff, unter den nichts fällt, und das Zeichen 1 (Eins) für den universellen Begriff, unter den alles fällt. Verknüpft werden Begriffszeichen durch bloßes Nebeneinanderschreiben oder durch eines der Zeichen „+“ (Plus) und „−“ (Minus):
- Das Nebeneinanderschreiben, z. B. „AB“ wird interpretiert als Schnittmengenbildung oder (mehr der begriffslogischen Denkweise entsprechend) als Bildung eines Begriffs, unter den nur solche Dinge fallen, die sowohl unter „A“ als auch unter „B“ fallen. Steht zum Beispiel A für den Begriff „Philosophin“ und B für den Begriff „Logikerin,“ dann steht AB für den Begriff „Logikerin und Philosophin,“ das heißt für den Begriff, unter den alle Personen fallen, die zugleich Logikerinnen und Philosophinnen sind.
- Die „Addition“, „A+B“, wird interpretiert als der Begriff, der alles umfasst, was entweder unter A oder unter B fällt. Gibt es Dinge, die sowohl unter A als auch unter B fallen, dann ist der Ausdruck „A+B“ undefiniert – das ist der große Unterschied zwischen Booles System und späteren begriffslogischen Systemen. Steht zum Beispiel A für den Begriff „Mensch“ und B für den Begriff „Buch“, dann ist „A+B“ der Begriff, unter den sowohl Menschen als auch Bücher fallen. Steht hingegen A für den Begriff „Logikerin“ und B für den Begriff „Philosophin,“ dann ist der Ausdruck „A+B“ undefiniert, weil es sehr wohl Logikerinnen gibt, die zudem Philosophinnen sind (und umgekehrt).
- Die „Subtraktion“, „A−B“, wird interpretiert als Bildung eines Begriffs, unter den alle Dinge fallen, die unter A, aber nicht unter B fallen. Steht zum Beispiel A für den Begriff „Mensch“ und B für den Begriff „Logiker“, dann steht „A−B“ für den Begriff der Menschen, die keine Logiker sind.

Um die Beziehung zweier Begriffe auszudrücken, verwendet Boole unterschiedliche, äquivalente Schreibweisen. Die Aussage (das „Urteil“) „Alle A sind B“ beispielsweise lässt sich in seinem System unter anderem als AB=A und als A(1-B)=0 ausdrücken.
Booles begriffslogisches System ist das erste, das formal so weit ausgearbeitet ist, dass es auch eine aussagenlogische Interpretation zulässt. Interpretiert man die Variablen nicht als Begriffe, sondern als Aussagen, die „Multiplikation“ als die Satzverknüpfung (das Bindewort) „und“ (Konjunktion) und die Addition als das ausschließende Oder („entweder … oder …“), dann werden alle gültigen begriffslogischen Aussagen von Booles System zu gültigen aussagenlogischen Aussagen. Diese Beobachtung der strukturellen Äquivalenz inhaltlich völlig unterschiedlicher logischer Systeme (Begriffslogik und Aussagenlogik) begründete die Disziplin der formalen Algebra, auch abstrakte Algebra genannt.

## Relationen in der Logik: Augustus De Morgan und Charles Sanders Peirce
Der Mangel bei Booles begriffslogischem System wie auch bei der traditionellen Begriffslogik im Sinn der Syllogistik ist das Fehlen von Möglichkeiten zur Behandlung und Darstellung von Relationen. Relationen sind Beziehungen zwischen Individuen (oder auch Beziehungen zwischen Begriffen), zum Beispiel die Beziehung des Größerseins, wie sie etwa zwischen den beiden Zahlen 5 und 2 besteht (5 ist größer als 2). Sie sind nicht nur in der Mathematik von großer Bedeutung, sondern beinahe überall im täglichen und im wissenschaftlichen Schließen, sodass es aus heutiger Sicht fast überraschend ist, dass sie in der langen Tradition der aristotelisch begründeten Logik nicht näher betrachtet wurden.
De Morgan kommt das Verdienst zu, auf die Bedeutung der Relationen für das Schließen im Allgemeinen (und für das mathematische Schließen im Besonderen) hingewiesen zu haben. Ihm wird oft – möglicherweise nicht zu Recht – der klassisch gewordene Einwand gegen die traditionelle Begriffslogik zugeschrieben, der in der Formulierung folgenden Arguments besteht:
Alle Pferde sind Tiere.
Also sind alle Pferdeköpfe Tierköpfe.
Dieses Argument, wiewohl intuitiv klar gültig, lässt sich mit den Mitteln der traditionellen Begriffslogik nicht adäquat formulieren.
Es war Charles Sanders Peirce, dem es in seinem 1870 publizierten Artikel Description of a Notation for the Logic of Relatives, Resulting from an Amplification of the Conceptions of Boole’s Calculus of Logic gelang, die Ideen der Booleschen Algebra auf Relationen (von ihm nicht nur relatives, sondern auch relative terms – „Relationsbegriffe“ – genannt) anzuwenden und auszudehnen.

## Der Übergang zu den Quantoren: Peirce, Schröder, Tarski
Peirce verwendet bereits Quantoren, wie sie auch in der Logik von Ernst Schröder auftreten. Bei beiden Autoren gilt es aber als unsicher, ob sie die Quantoren als bloßes Hilfsmittel betrachteten, mit dem sich bestimmte komplexe Sachverhalte einfacher ausdrücken lassen, oder ob sie die Quantoren als notwendig für volle Ausdrucksstärke erachteten; das heißt, ob sie davon ausgingen, dass es Sachverhalte gibt, die ohne die Verwendung von Quantoren – in einem rein algebraischen System – nicht ausgedrückt werden können.
Inhaltlich beantwortet diese Frage Alfred Tarski: Ihm gelingt es zu zeigen, dass zur vollen Ausdrucksstärke Quantoren unerlässlich sind.

## Begriffslogik aus moderner Sicht
Aus moderner Sicht ist traditionelle Begriffslogik äquivalent zu einem Sonderfall der Prädikatenlogik, nämlich zur einstelligen („monadischen“) Prädikatenlogik. Einstellige Prädikatenlogik beschränkt sich auf die Verwendung einstelliger Prädikate, z. B. „_ ist ein Mensch“ oder „_ ist eine Logikerin“. Übersetzen lässt sich zwischen traditioneller Begriffslogik und einstelliger Prädikatenlogik, indem jeder Begriff X durch das einstellige Prädikat „_ ist X“ ersetzt wird und umgekehrt (z. B. der Begriff „Mensch“ durch das Prädikat „_ ist ein Mensch“). Von daher ist es aus abstrakt formaler Sicht gleichgültig, ob man Begriffslogik oder einstellige Prädikatenlogik betreibt. Die einstellige Prädikatenlogik – und damit die traditionelle Begriffslogik – ist entscheidbar.
Begriffslogik mit den relationalen Erweiterungen, wie sie von De Morgan vorgeschlagen und von Peirce implementiert wurden, bedarf zur prädikatenlogischen Darstellung allgemeiner, das heißt mehrstelliger Prädikatenlogik. Relationen (in begriffslogischer Terminologie: Relationenbegriffe) werden durch zweistellige Prädikate ausgedrückt. Zum Beispiel wird die mathematische Größerrelation in der Prädikatenlogik ausgedrückt durch das zweistellige Prädikat „_1 ist größer als _2“. Zusätzlicher Vorteil der Prädikatenlogik ist, dass beliebigstellige Relationen natürlich ausgedrückt werden können, zum Beispiel die dreistellige Relation „_1 liegt zwischen _2 und _3“.
Mit Relationen alleine, zum Beispiel mit dem relational erweiterten begriffslogischen System von Peirce, lässt sich noch immer nicht der volle Umfang der Prädikatenlogik abdecken – dazu bedarf es auch in der Begriffslogik der Verwendung von Quantoren, die dort – siehe die obigen Anmerkungen über Peirce – tatsächlich frühzeitig eingeführt wurden.

## Niedergang der Begriffslogik
Bis weit ins 20. Jahrhundert hinein wurden begriffslogische Systeme und moderne logische Systeme wie Aussagenlogik oder Prädikatenlogik parallel verwendet, wobei die Häufigkeit und Intensität der Verwendung von Begriffslogik in gleichem Maß zurückging, wie die Häufigkeit und Intensität der Verwendung moderner logischer Systeme zunahm. Dieser Wechsel wird überwiegend damit erklärt, dass die modernen logischen Systeme die Bedürfnisse der vorwiegend mathematischen Anwender besser befriedigten als die klassischen, begriffslogischen Systeme, während zugleich der Einfluss der Philosophie mit ihrer stark traditionsorientierten Verhaftung in der aristotelischen Begriffslogik immer mehr in den Hintergrund geriet. In unverblümter Formulierung: Die modernen logischen Formalismen zum Beispiel der Aussagen- und Prädikatenlogik wurden von den Verwendern mehrheitlich als einfacher und problemadäquater empfunden als die – selbst um Relationen und Quantoren erweiterte und damit abstrakt-formal gleichmächtige – Begriffslogik in der Ausformung von Peirce.

## Moderne Rückgriffe auf Begriffslogik
Trotz der faktischen (anwendungspraktischen) völligen Ablösung begriffslogischer Systeme durch moderne logische Systeme gibt es – auch abseits rein historisch motivierter Untersuchungen – vereinzelte Rückgriffe auf begriffslogische Überlegungen und Systeme. Solche Rückgriffe erfolgen selten oder nie innerhalb formaler Logik oder Mathematik, sondern überwiegend im philosophischen Bereich. Tatsächlich sind die einzelnen Rückgriffe auf die Begriffslogik meist auf eine der folgenden Weisen motiviert:
- Gelegentlich wird ein Primat des Begriffs über andere logische Kategorien wie Funktionen, Prädikaten oder Aussagen behauptet oder gefordert. Das Verhältnis zum Begriff Klasse muss geklärt sein; im englischen Sprachraum ist für diesen (philosophischen!) Standpunkt die Bezeichnung terminist philosophy gebräuchlich. Unter einer solchen Einstellung ist die Arbeit mit einem System, dessen Grundbegriffe eben gerade keine Begriffe sind, zumindest unbefriedigend, und besteht das Bestreben, das Primat des Begriffs auch innerhalb eines logischen Systems zum Ausdruck bringen zu können.
- Des Öfteren wird auf die strukturelle Diskrepanz zwischen den Formeln moderner logischer Systeme, meist der Prädikatenlogik, und ihren natürlichsprachlichen Äquivalenten hingewiesen. Es wird argumentiert, dass in einigen oder in vielen wichtigen Fällen eine begriffslogische Formel einer natürlichsprachlichen Aussage strukturell ähnlicher ist als zum Beispiel eine Aussage der Prädikatenlogik.
- Oft wird auch rein praktisch damit argumentiert, dass moderne formale Logik schwer zu erlernen sei und dass für das Ausdrücken einfacher Zusammenhänge, wie sie einem im täglichen Leben – unter Umständen auch im täglichen wissenschaftlichen Leben – begegnen, ein einfaches begriffslogisches System – etwa im Sinn der Syllogistik – ausreiche, das auch leichter zu erlernen sei. Natürlich lässt sich über beide Annahmen – sowohl die größere Kompliziertheit einstelliger Prädikatenlogik gegenüber der Syllogistik als auch deren Ausreichen fürs alltägliche (wissenschaftliche) Arbeiten – diskutieren.

In die erste Kategorie fallen logische Systeme, wie sie zum Beispiel von Bruno Freytag-Löringhoff in den 1960er-Jahren propagiert wurden. Eher in eine der beiden letzteren Kategorien fallen Systeme wie die TFL (term-functor logic) von Fred Sommers, ebenfalls in den 1960er-Jahren ausgeformt. Aus formaler Sicht sind beide Systeme in ihrer vollen Ausprägung zur modernen Prädikatenlogik dergestalt äquivalent, dass jede Aussage eines dieser Systeme eindeutig in eine prädikatenlogische Aussage übersetzt werden kann und umgekehrt.
Die bedeutendste Anwendung der Termlogik in neuerer Zeit ist John Corcorans Formalisierung der aristotelischen Logik durch Natürliche Deduktion im Jahre 1973. Vorläufer ist Jan Łukasiewicz, der in seinem Buch die erste termlogische Formalisierung der aristotelischen Logik angab. Beide Systeme haben den Vorteil, dass sich die gesamte Aristotelische Syllogistik ohne Zusatzannahmen, die bei Aristoteles nicht vorhanden sind (Existenzannahmen), herleiten lässt. Im Gegensatz zu Corcoran verwendet Łukasiewicz in seiner Formalisierung der aristotelischen Logik die Aussagenlogik, was seitdem häufig kritisiert wurde und durch Corcorans Arbeiten vermieden werden kann. Corcorans Theorie wird bei Philosophen und Logikhistorikern geschätzt, weil die Beweise durch Natürliches Schließen die Argumentation des Aristoteles in seiner Analytica priora fast wörtlich reproduzieren.
Hans Hermes hat 1965 eine Termlogik mit Auswahloperator aufgestellt.

### Sekundärliteratur
- William Kneale, Martha Kneale: The Development of Logic. Clarendon Press, 1962, ISBN 0-19-824773-7
- Jan Łukasiewicz: Aristotle’s Syllogistic from the Standpoint of Modern Formal Logic. 2. Auflage. Clarendon Press, Oxford 1957
- Otto Bird: Syllogistic and Its Extensions. Prentice-Hall, Englewood Cliffs 1964
- Logic. In: Encyclopaedia Britannica, 15. Auflage. Britannica, Chicago 1974 (2003), ISBN 0-85229-961-3, Band 23, S. 225–282.
- Albrecht Heinekamp, Franz Schupp (Hrsg.): Leibniz Logik und Metaphysik. Wissenschaftliche Buchgesellschaft, Darmstadt 1988

### Primärquellen
- Charles Sanders Peirce: Description of a Notation for the Logic of Relatives, Resulting from an Amplification of the Conceptions of Boole’s Calculus of Logic. In: Memoirs of the American Academy of Sciences, 9, 1870, S. 317–78
- Charles Sanders Peirce: On the algebra of logic. A contribution to the philosophy of notation. In: The American Journal of Mathematics, 7, 1885, S. 180–202
  - aus dem Englischen übertragen abgedruckt in Karel Berka, Lothar Kreiser: Logik-Texte. Kommentierte Auswahl zur Geschichte der modernen Logik. 4. Auflage. Akademie, Berlin 1986, S. 29–51
- Alfred Tarski: On the Calculus of Relations. In: Journal of Symbolic Logic, 6, S. 73–89
- George Boole: Investigation of The Laws of Thought On Which Are Founded the Mathematical Theories of Logic and Probabilities. Dover, New York 1958, ISBN 0-486-60028-9
- George Boole: The mathematical analysis of logic: being an essay towards a calculus of deductive reasoning. 1847, ISBN 1-85506-583-5
  - Aus dem Englischen übertragen, kommentiert und mit einem Nachwort versehen von Tilman Bergt: Die mathematische Analyse der Logik. Hallescher Verlag, 2001, ISBN 3-929887-29-0
  - gekürzt und aus dem Englischen übertragen abgedruckt in Karel Berka, Lothar Kreiser: Logik-Texte. Kommentierte Auswahl zur Geschichte der modernen Logik. 4. Auflage. Akademie, Berlin 1986, S. 25–28
- Bruno Freytag gen. Löringhoff: Logik I. Das System der reinen Logik und ihr Verhältnis zur Logistik. 5. Auflage. Kohlhammer, Stuttgart 1972, ISBN 3-17-232221-1 (=Urban-Bücher 16)
- Bruno Freytag gen. Löringhoff: Neues System der Logik. Symbolisch-symmetrische Rekonstruktion und operative Anwendung des aristotelischen Ansatzes. Meiner, Hamburg 1985, ISBN 3-7873-0636-6 (=Paradeigmata 5)
- Gottfried Wilhelm Leibniz: Generales Inquisitiones de Analysi Notionum et Veritatum, 1686: lt.-dt. = Allgemeine Untersuchungen über die Analyse der Begriffe und Wahrheiten, herausgegeben, übersetzt und kommentiert von Franz Schupp. Meiner, Hamburg 1982
- Fred Sommers: The Calculus of Terms. In: Mind, vol. 79, 1970, S. 1–39; Nachdruck: George Englebretsen (Hrsg.): The new syllogistic. Peter Lang, New York 1987, ISBN 0-8204-0448-9
- Fred Sommers: Predication in the Logic of Terms. In: Notre Dame Journal of Formal Logic, Volume 31, Number 1, Winter 1990, S. 106–126, projecteuclid.org
- Fred Sommers, George Englebretsen: An invitation to formal reasoning. The logic of terms. Ashgate, Aldershot / Burlington / Singapore / Sydney 2000, ISBN 0-7546-1366-6